# محمد القزلجي

وهو أبو الحسن محمد بن حسين بن محمد بن علي القزلجي، وأصله من قرية قزلجة المتاخمة للحدود الإيرانية، من جهة شمال العراق، وولد في مدينة سابلاق في شهر محرم الحرام من عام 1313هـ/1895م، وكان أبوه العالِم الملا حسين القزلجي المشهور صاحب التصانيف والحواشي بين علماء أهل السنة من الأكراد في شمال العراق.

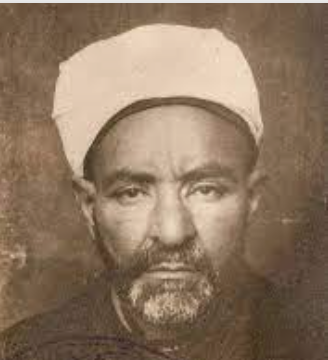
الملا محمد القزلجي

## دراسته وطلبه للعلم
طلب محمد القزلجي العلم على يد مشاهير علماء بغداد، ومنهم الشيخ محمد سعيد النقشبندي، والشيخ محمود شكري الآلوسي، ثم سافر إلى بلاد الشام والتقى بعلمائها الأعلام، وأخذ عنهم الإجازة العلمية، وبعدها سافر لمصر، للوقوف على شؤون مدارسها وطرق التدريس فيها واتصل بعلماء جامع الأزهر ومنهم رشيد رضا، صاحب تفسير المنار، والشيخ عبد القادر المغربي وغيرهم من العلماء، الذين أشادوا بفضلهِ وعلمهِ، ثم عاد إلى العراق واستقر في أربيل، ثم كويسنجق وراوندوز والسليمانية، وطاب له المقام آخر حياته في بغداد، في منطقة الأعظمية، وله مجالس للعلم في كثير من المساجد ومنها مسجد بشر الحنفي المُسمّى حاليا بمسجد بشر الحافي في الأعظمية.
وكان يراجع مجلسه في الأعظمية الكثير من علماء بغداد ومن وجهاء الأعظمية ومنهم الشيخ أمجد الزهاوي، وشهد له علماء بغداد بالمرجعية الدينية .

## مهنته ووظائفه
كرّس حياته للتأليف والدراسة، وكان يحب التاريخ الهجري ويكره التوقيت بالتاريخ الميلادي، ويحب التكلم بالفصحى من اللغة العربية، وشغل وظائف دينية كثيرة، منها الإمامة والخطابة والتدريس لطلبة العلوم الشرعية، وكان المدرس الأول في المدرسة القادرية بالحضرة الكيلانية، ومدرس مدرسة نائلة خاتون، في بغداد، وكان أيضا محاضراً في كلية الشريعة وعضو المجمع العلمي في مديرية أوقاف بغداد،  ودرس في مدرسة جامع حسين باشا في محلة الحيدرخانة .

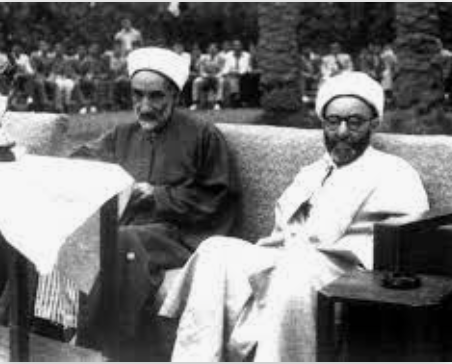
الملا محمد القزلجي مع الشيخ نجم الدين الواعظ

## أهم منجزاته
للشيخ القزلجي مؤلفات مخطوطة ومطبوعة في علم الصرف والنحو والرياضيات والفلك والتراجم والسيَر وله حواشي على كتب مقررة في المناهج في علم الكلام وأصول الفقه الشافعي والحنفي، وكان شخصاً إجتماعياً له نفس تحب الخير والتعارف وعرف عنه سعة صدره ودماثة خلقه، وله أسلوب رصين في الأحاديث الدينية التي كانت تذيعها له إذاعة العراق الناطقة باللغة الكردية.
وهو من المؤسسين لجمعية الهداية الإسلامية في بغداد، وكان عضواً في جمعية إنقاذ فلسطين ورئيساً لجمعية الهدي المحمدي بالأعظمية، وقد استفاد منه خلق كثير من دروسه ومواعظه، ومن تلاميذه نظام الدين عبد الحميد، والشيخ سامح الأعظمي، وهاشم الأعظمي، وغيرهم من العلماء والشيوخ.

## من مؤلفاته
- التعريف بمساجد السليمانية - بغداد - مطبعة النجاح 1938م.
- شرح الأربعین حديث النووية باللغة الکردیة - بغداد - مطبعة النجاح 1935م.
- مقالات فی مجلة جمعیة الهدایة الإسلامیة - بغداد.
- مؤلفات كثيرة في علم الفلك والرياضيات وعلم الصرف والنحو واللغة العربية وحساب المثلثات والجبر، حيث كان يدرس الرياضيات واللغة العربية وعلوم الدين في المدارس الدينية.

## وفاته
أُصيب قبل وفاته بمرض السكر فسافر لأجل العلاج في سوريا فوجد تقدماً واضحاً في صحته، فقرر إكمال حفظهِ للقرآن كله بالإضافة لما كان يحفظه، وتم له ذلك في مدة قصيرة على الرغم من مضايقات المرض، فرجع لبغداد وتوفي في يوم الأثنين 11 ربيع الأول 1379هـ/13 أيلول 1959م، في ليلة المولد النبوي، وشُيّع من قبل أهالي بغداد بموكب مهيب يليق بمنزلته العلمية، وصلّى على جنازته الشيخ عبد القادر الخطيب إمام جامع الإمام الأعظم ودُفن في مقبرة الخيزران في الأعظمية، عن عمر ناهز الخامسة والستين قضى معظمه في التأليف والدراسة وحفظ متون الكتب وتدريس طلبة العلم.

## من تلاميذه
- الشيخ هاشم الأعظمي.
- الشيخ محمد أحمد الراشد.
- الشيخ سامح الأعظمي.